# Tim Mayotte
Tim Mayotte (n. 3 august 1960, Springfield, Massachusetts, SUA) este un jucător de tenis american, medaliat olimpic. A participat la o ediție a Jocurilor Olimpice (1988) în care a câștigat o medalie de argint.

## Participări
Lista de mai jos prezintă principalele competiții la care a participat Tim Mayotte de-a lungul carierei.
- tennis at the 1988 Summer Olympics – men's singles[*]